# Жуль, Роберт
Роберт Жуль (нем. Robert Žulj; родился 5 февраля 1992 года в Вельс, Австрия) — австрийский футболист хорватского происхождения, атакующий полузащитник клуба ЛАСК.

## Клубная карьера

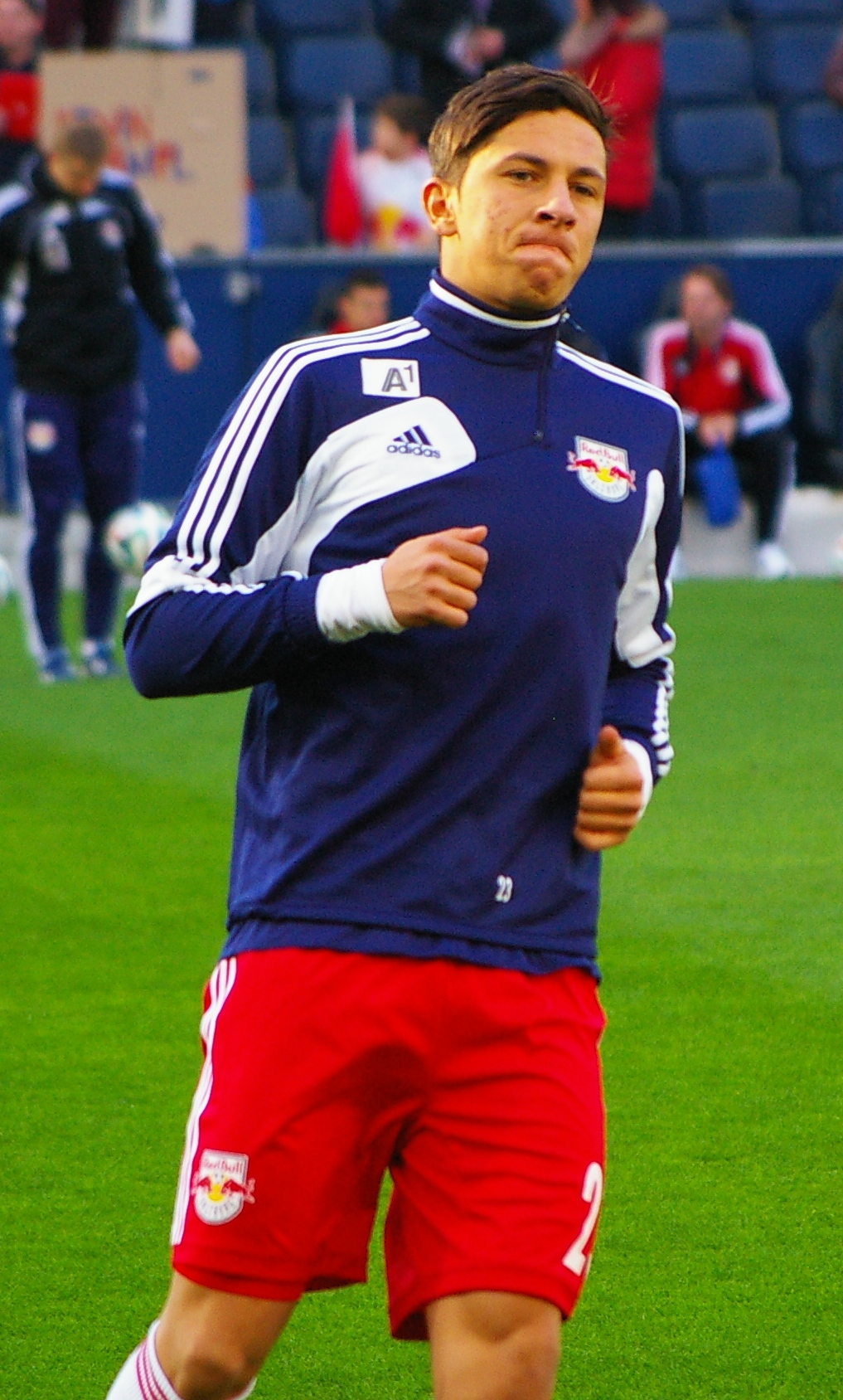
Жуль в составе «Ред Булл»

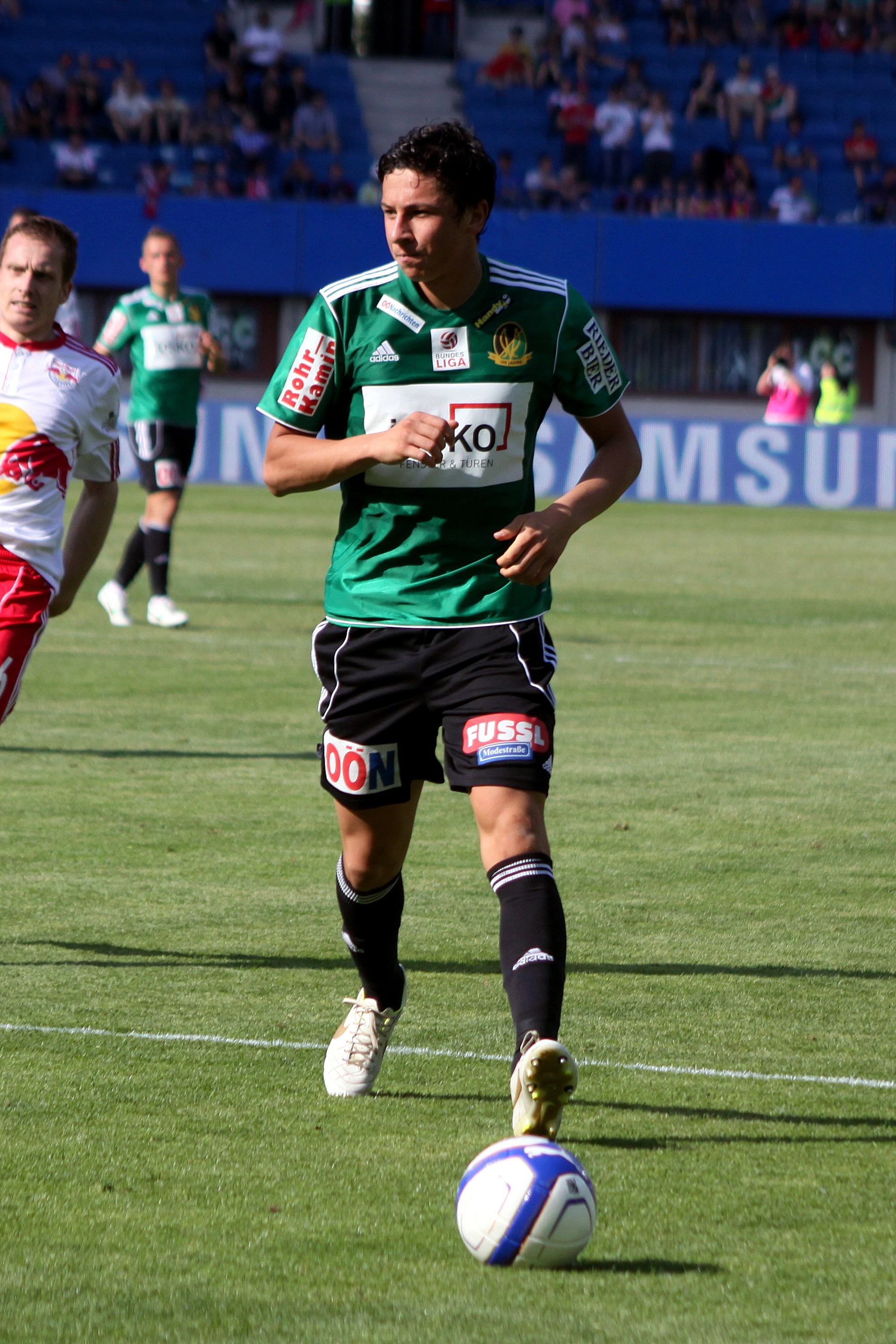
Жуль в составе «Рида»

Жуль профессиональную карьеру в клубе «Рид». 3 октября 2010 года в поединке против зальцбургского «Ред Булла» он дебютировал в австрийской Бундеслиге. В своём первом сезоне Роберт помог «Риду» выиграть Кубок Австрии. 21 августа 2011 года в поединке против «Маттерсбурга» Жуль забил свой первый гол за клуб.
В начале 2014 года Роберт перешёл в «Ред Булл». 8 февраля в матче против «Грёдига» он дебютировал за «быков». 23 февраля в поединке против «Адмиры» Жуль забил свой первый гол за команду из Зальцбурга. В составе «Руд Булл» он выиграл чемпионат в сезоне 2013/2014.
Летом Жуль перешёл в немецкий «Гройтер». 2 августа в матче против «Бохума» он дебютировал во Второй Бундеслиге. 11 августа в поединке против «Нюрнберга» Роберт забил свой первый гол за «Гройтер». Летом 2017 года Жуль на правах свободного агента подписал контракт с «Хоффенхаймом». 7 декабря в поединке Лиги Европы против болгарского «Лудогорца» Роберт дебютировал за основной состав. 3 февраля 2018 года в матче против «Герты» он дебютировал в Бундеслиге.
Во время зимней паузы сезона 2019/2020 перешёл в «Бохум», подписав с клубом контракт до 2023 года.

## Международная карьера
В 2011 году составе молодёжной сборной Австрии Жуль принял участие в молодёжном чемпионате мира в Колумбии. На турнире он сыграл в матчах против команд Панамы, Бразилии и Египта.

## Достижения
Командные
 «Рид»
- Обладатель Кубка Австрии: 2008/09

 «Ред Булл»
- Чемпионат Австрии по футболу — 2013/14